# Nikolai Getman
Nikolai Getman (russe : Николай Гетман, ukrainien : Микола Ґетьман) est un artiste peintre, né en 1917 à Kharkiv, (Ukraine) et mort en 2004 à Orel (Russie). Il a été prisonnier de 1946 à 1953 dans un camp de travail en Sibérie (Taishetlag) et dans la Kolyma (Svitlag), où il ne dut sa survie qu'à son habileté à réaliser les dessins de propagande demandés par les autorités. Il est l'un des rares artistes à avoir peint la vie des prisonniers des camps du Goulag. 

## La jeunesse
Getman a eu une enfance difficile en Ukraine, souvent au bord de la famine, mais a développé très tôt des talents artistiques. Après avoir obtenu un diplôme secondaire en 1937, il suit les cours de l'institut d'art de Kharkiv pour devenir artiste professionnel. Trois ans plus tard, il est appelé pour rejoindre l'Armée rouge, dans laquelle il combat jusqu'à la fin de la Seconde Guerre mondiale. Peu après sa libération, il est arrêté avec plusieurs amis pour propagande anti-soviétique, l'un d'entre eux ayant dessiné une caricature de Staline sur un paquet de cigarettes. Il est condamné en janvier 1946 et envoyé au goulag en Sibérie.

## Le temps des camps du Goulag
Pendant les huit années que Getman passera au Taishetlag (Sibérie) et au Svitlag (Kolyma), il recueillera la matière pour relater les horreurs des camps en peinture. Comme il ne pouvait pas peindre, il prit des notes en secret. Même après sa libération en 1953, lorsqu'il commence à peindre, il continue à se cacher pour éviter d'être de nouveau arrêté, et peut être même condamné à mort. Selon ses propres termes : « J'ai entrepris cette tâche parce que j'étais convaincu qu'il était de mon devoir de laisser un témoignage sur le sort des millions de prisonniers qui sont morts et qui ne doivent pas être oubliés ».
La Jamestown Foundation donne accès aux 50 peintures de Getman et fournit des explications sur leur signification. Elles donnent une représentation particulièrement saisissante du fonctionnement des camps, de la dureté des conditions de vie et de travail, de la sévérité du climat et du sort des prisonniers eux-mêmes.
Les peintures du goulag ne furent pas montrées avant 1993 lors d'une exposition privée à la galerie de l'union des artistes russes d'Orel. En 1995, une exposition spéciale des œuvres de Getman intitulée Le Goulag à travers le regard d'un artiste eut lieu au théâtre Tourgueniev d'Orel en présence de l'artiste et d'Alexandre Soljenitsyne, auteur de l'archipel du goulag.
En juin 1997, cette exposition fut présentée au Congrès des États-Unis, à Washington, avec le soutien de la Jamestown Foundation. En 2014, une exposition du Musée international de la Croix-Rouge et du Mamco présente pour la première fois ces peintures en Europe.

## Les autres activités artistiques
En 1953, après sa libération, Getman travaille en tant qu'artiste à la maison de la culture de Yagodnoe à Magadan Oblast. En 1956, il participe à une exposition d'artistes de Sibérie et est candidat à l'Union des artistes soviétiques en 1957. En avril 1963, il participe au second congrès de l'Union des artistes soviétiques à Moscou et, en 1964, il en devient membre. Il a alors participé à l'organisation de l'Union des artistes de Magadan et est devenu directeur de la section de Magadan de la Fondation des arts de la République socialiste fédérative soviétique de Russie de 1963 à 1966. En 1976, il déménage de Magadan à Orel, où il dispose d'un atelier dans la section locale de l'Union des artistes russes. Pendant cette période, il a été amené à peindre de nombreux portraits de personnalités politiques. 
Il participa à de nombreuses expositions à travers l'Union soviétique, mais aussi en Allemagne, Bulgarie, Finlande et aux Pays-Bas.

## Les intentions de l'artiste
Getman est très clair concernant son objectif : « Certain peuvent dire que le goulag est un épisode oublié de l'histoire et qu'il n'est pas nécessaire de nous le rappeler. Mais j'ai été témoin de crimes monstrueux. Il n'est pas trop tard pour en parler et les révéler. Il est essentiel de le faire. Certains ont exprimé la crainte, en voyant certaines de mes peintures, que je ne me retrouve de nouveau à Kolyma et cette fois pour de bon. Mais les gens doivent garder en mémoire...l'un des actes les plus durs de la répression politique en Union soviétique. Ma peinture peut y contribuer ».
Nikolai Getman est mort chez lui, à Orel, en août 2004.